# Elektroenergetyczna linia kablowa
Elektroenergetyczna linia kablowa – kabel wielożyłowy, wiązka kabli jednożyłowych w układzie wielofazowym lub kilka kabli jedno- lub wielożyłowych połączonych równolegle wraz z osprzętem kablowym, ułożone na wspólnej trasie i łączących zaciski tych samych dwóch urządzeń elektrycznych jedno- lub wielofazowych albo jedno- lub wielobiegunowych. Linie takie buduje się zarówno dla prądu stałego, jak i przemiennego.
Z określeniem kabel kojarzy się przewód ułożony w ziemi. Takie było przeznaczenie kabli, ale ze względu na ich zalety zastosowanie ich zostało rozszerzone na inne przypadki. Można je układać w kanałach kablowych, na ścianie, na konstrukcjach, w rurach, zawieszać na linkach nośnych itp.
Linie kablowe stosuje się przede wszystkim tam, gdzie prowadzenie linii napowietrznych jest kłopotliwe oraz niewskazane ze względu na gęstą zabudowę i wysokie uprzemysłowienie. Dotyczy to szczególnie zakładów przemysłowych oraz obszarów miejskich. A także ze względu na projekty modernizacji dotychczasowych linii elektroenergetycznych, prowadzonych napowietrznie.

## Zastosowanie
Linie kablowe są droższe od linii napowietrznych i zazwyczaj stosuje się je w przypadkach, gdy:
- występująca strefa zabrudzeniowa uniemożliwia eksploatację linii napowietrznych (np. pyły, gazy żrące itp.),
- istnieje konieczność przekraczania dużych zbiorników wodnych – np. kanały, zatoki morskie czy morza,
- planowana jest rozbudowa i zwiększony w przyszłości pobór energii – dołożenie kabla jest łatwiejsze, niż przebudowa linii napowietrznej na wielotorową lub jej modernizacja na wyższe obciążenia,
- linie napowietrzne kolidują z obszarami zamieszkanymi – ze względów estetycznych i urbanistycznych,
- wymagana jest wysoka niezawodność zasilania,
- zwisające przewody narażają ludzi na niebezpieczeństwo przy przemieszczaniu wysokich elementów lub pojazdów,
- przecinają się linie energetyczne o różnych napięciach.

## Wady i zalety
- wyższe koszty projektu i ułożenia kabli w stosunku do budowy analogicznej linii napowietrznej,
- utrudniona budowa – konieczność prac ziemnych niemal na całej długości, kolizje z istniejącą infrastrukturą podziemną,
- linie kablowe są trudniejsze w eksploatacji, naprawy, budowy przyłączy, wymiana są bardzo utrudnione i kosztowne,
- większa niezawodność linii kablowych – mniejsze narażenie na warunki atmosferyczne, lepsza tłumienność przepięć i zwarć,
- mniejsze zagrożenie porażeniowe niż w przypadku linii napowietrznej,
- narażenie na agresywne warunki glebowe – kwaśne lub kamieniste podłoże może wzmagać efekt starzeniowy,
- w przypadku linii kablowych prądu stałego występują w ziemi prądy błądzące przyspieszające korozję, np. metalowych rur,
- istnieją kable do przesyłu wielkich mocy (choć najbardziej popularne są linie kablowe dla napięć niskich i średnich),
- linie kablowe są mniej uciążliwe dla otoczenia (hałas, pole elektryczne, estetyka krajobrazu itd.).